# Sarah Storey
Sarah Storey MBE, z domu Bailey (ur. 26 października 1977 w Manchesterze) – brytyjska niepełnosprawna pływaczka i kolarka. Pięciokrotna mistrzyni paraolimpijska w pływaniu. Dwukrotna mistrzyni paraolimpijska w kolarstwie z Pekinu w 2008 roku oraz czterokrotna z Londynu w 2012 roku. Dwukrotna mistrzyni świata w kolarstwie. Jej mężem jest Barney Storey.
Podczas swojej kariery pływackiej zdobyła 27 złotych medali na różnych zawodach rangi mistrzowskiej. 53 razy biła rekordy świata. Do dziś posiada 11 rekordów w swojej kategorii.

## Medale Igrzysk Paraolimpijskich

### 2012
- – Kolarstwo – bieg na dochodzenie – C5
- – Kolarstwo – trial na czas (500 m) – C4-5
- – Kolarstwo – wyścig uliczny/trial na czas – C5
- – Kolarstwo – wyścig uliczny – C4-5

### 2008
- – Kolarstwo – trial na czas – LC 1–2/CP 4
- – Kolarstwo – bieg pościgowy indywidualnie – LC 1–2/CP 4